# ゲートウェイ駅 (スカイトレイン)
ゲートウェイ駅（英: Gateway Station）は、カナダブリティッシュコロンビア州サレーにある、バンクーバー・スカイトレインエキスポラインの駅である。

## 沿革
スコットロード駅からの延伸に伴い、サレーセントラル駅、キングジョージ駅と共に1994年3月28日に開業した。

## 駅構造
島式ホーム1面2線を有する高架駅である。高架ホームはエキスポラインが使用している。
| ホーム | 路線            | 行先                     |
| ------ | --------------- | ------------------------ |
| 1      | ■エキスポライン | ウォーターフロント駅方面 |
| 2      | ■エキスポライン | キングジョージ駅方面     |

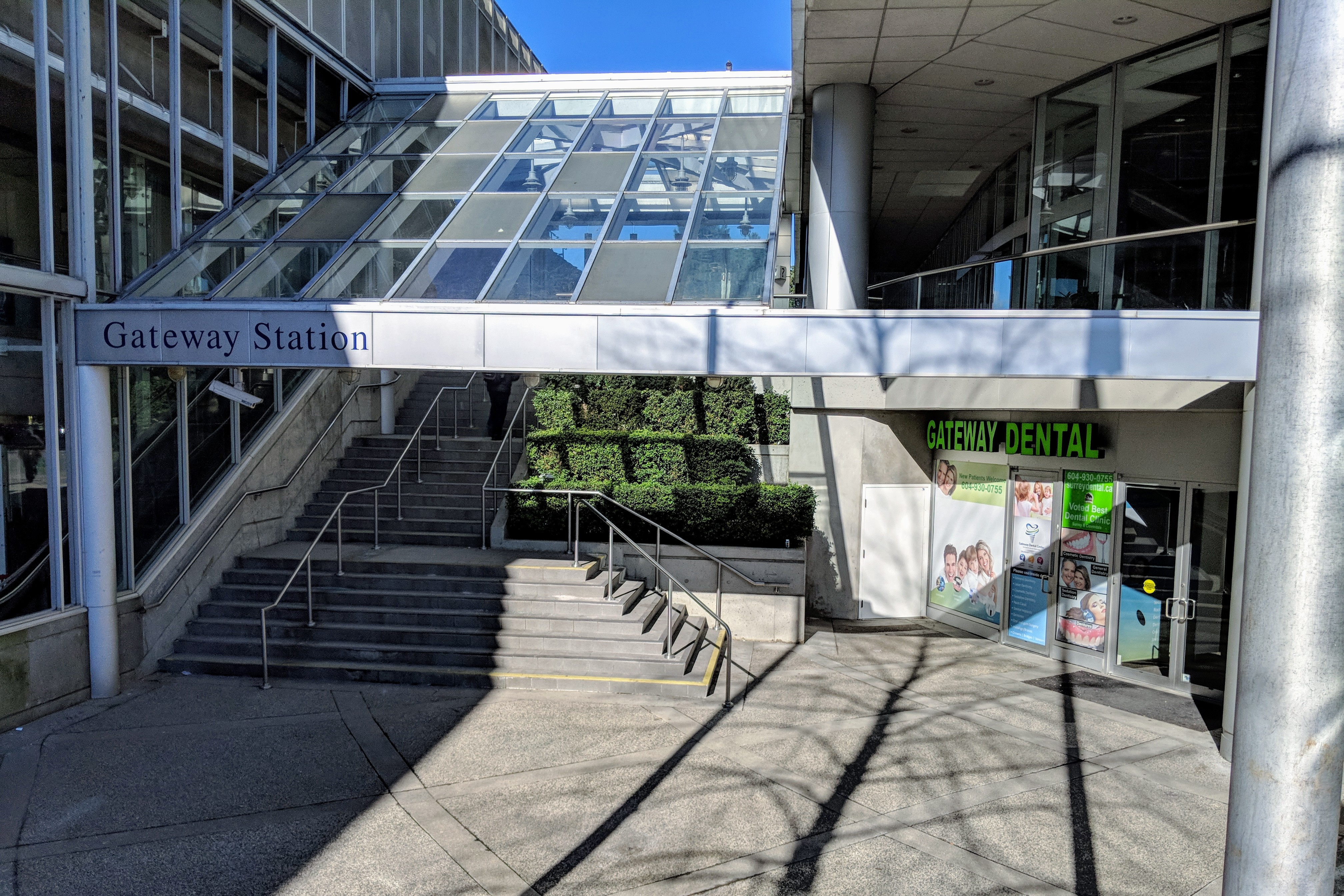
ゲートウェイ駅の東側出入口

駅の入り口は、東側と西側に1か所ずつ存在する。西側の入り口は、ユニバーシティ通りに隣接しており、身体障碍者が駅に入場できるようエレベーターのみの出入り口となっている。東側の入り口は108通り沿いに位置しており、隣にステーション・タワーが位置している。

## 駅周辺
ゲートウェイ駅からは、以下の系統のバスが発着している。
| 乗り場 | 路線系統 | 目的地                     |
| ------ | -------- | -------------------------- |
| 1      | 373      | サレーセントラル駅         |
| 2      | 335      | サレーセントラル駅         |
| 2      | 371      | サレーセントラル駅         |
| 2      | 373      | サレーセントラル駅         |
| 3      | 335      | ニュートン・エクスチェンジ |
| 3      | 371      | スコットロード駅           |
| 3      | 373      | ギルフォード               |

## 隣の駅
■ エキスポライン - キングジョージ支線
スコットロード駅 - ゲートウェイ駅 - サレーセントラル駅